# Haruya Ide
Haruya Ide (井出 遥也?, Ide Haruya; Kashiwa, 25 marzo 1994) è un calciatore giapponese, centrocampista del Vissel Kōbe.

## Palmarès

### Club

#### Competizioni nazionali
- Campionato giapponese: 2

Vissel Kōbe: 2023, 2024
- Coppa dell'Imperatore: 1

Vissel Kōbe: 2024